# David Amitin
David Amitin (Buenos Aires) es un actor, director, regisseur y dramaturgo argentino. Desarrolla su trabajo en Argentina, España, Alemania, Austria y Bélgica.
Su trabajo se ha caracterizado por la exploración de un lenguaje teatral poco convencional y la variedad en la elección de los textos, en un amplio arco que va desde Büchner hasta Melville, pasando por Ibsen, Strindberg, Dostoievsky y Beckett.

## Formación
Cursó el bachillerato en Buenos Aires, Argentina y los primeros años de Derecho en la Universidad de Buenos Aires.
Su primera inclinación fue hacia la música. Estudió armonía y composición con Guillermo Graetzer, y simultáneamente, cursó estudios de violín y música de cámara con Ljerko Spiller y Teodoro Fuchs en Buenos Aires. Posteriormente se formó en artes dramáticas. Estudió Interpretación y Dirección Teatral con los maestros Augusto Fernandes y Carlos Gandolfo en Buenos Aires. 
Completó su formación en Inglaterra, con Geoffrey Reeves; en Francia, con Marcel Marechal;  en Estados Unidos de América, con Lee Strasberg, en Suiza, con Benno Besson  y en Italia, con Giorgio Strehler y Luca Ronconi.

## Trayectoria
En 1971 se instala en Londres, Reino Unido, donde comienza a impartir cursos para actores y directores.
En 1973 recibe una invitación de la Fundación Calouste Gulbenkian y dirige durante una temporada el Teatro Universitario de Oporto, Portugal, dictando cursos y seminarios para actores.
En 1974 enseña Actuación en la Exeter University, Inglaterra. Con los alumnos del último año presenta una temporada de Teatro del Absurdo en la que dirige las Sillas de Eugène Ionesco, Ubu Rey de Alfred Jarry, Los misterios del amor de Roger Vitrac y Fando y Lis de Fernando Arrabal.
En 1975 dirige en el Little Theatre de Londres dos obras cortas de Sam Shepard: Chicago y Red Cros.
En 1976 imparte cursos para actores en el Drama Centre de Londres. Allí dirige Yerma de Federico García Lorca.
En 1977 dicta cursos en la Montview Theatre School de Londres, donde dirige Las tres hermanas de Chejov. Ese mismo año se instala en Madrid, España, donde funda junto a otros directores el Centro de Estudios Teatrales. Allí imparte cursos para actores y directores.
En 1980 regresa a Buenos Aires, instala su Estudio de Teatro y comienza una labor pedagógica dictando cursos para actores y directores. Paralelamente comienza su labor como director en Buenos Aires. El primer título que pone en escena es Fando y Lis  de Fernando Arrabal que tiene una muy buena acogida de público y crítica.
Al año siguiente monta Leonce y Lena de Georg Büchner con el reconocido actor Arturo Maly como protagonista. El crítico Ernesto Schóó en Tiempo Argentino titula “Bellísima puesta de Leonce y Lena de Büchner, en la versión de David Amitin”.
En 1984 emprende la adaptación teatral de la novela breve de Fedor Dostoievski Memorias del subsuelo. Es estrenada en la Sala Catalinas y obtiene gran repercusión crítica. Por este trabajo obtiene el Premio Molière a la mejor puesta en escena del año.  Nuevamente Ernesto Schóo en Tiempo Argentino dice “David Amitin ya nos tiene acostumbrados al deslumbramiento”, Luis Mazas en el diario Clarín habla de “Una puesta densa y renovadora” y La Nación titula “Dostoievsky, conmovedor”.
En 1985 se vuelca al mundo de August Strindberg y estrena en el Teatro Lasalle La sonata de espectros que cuenta con el reconocido actor Miguel Ligero en el rol protagónico. Sobre esta puesta Osvaldo Quiroga en La Nación titula: “Excelente versión del mundo de Strindberg”, César Magrini, en El Cronista Comercial dice “David Amitin, con su desbordante talento de siempre, con su imaginación que corre a torrentes por los cuatro rincones del escenario, con su capacidad creadora que no sabe de un sólo desmayo, transforma el texto en una celebración en la que el Diablo se escuda en ser la penumbra de la sombra de Dios”. Le sigue una obra de autora nacional: Los siameses de Griselda Gambaro, que es presentada en la Sala Planeta. Uno de los protagonistas, Alberto Segado, obtiene el Premio María Guerrero como mejor actor de la temporada.
En 1987 comienza su colaboración con los teatros oficiales, estrenando en el Teatro San Martín El pelícano de August Strindberg.
A partir de 1990 es convocado por diferentes teatros de Alemania, Bélgica y Austria para efectuar montajes, tanto de teatro de prosa como de ópera. En este sentido debuta en la régie de ópera en el Theater Hagen de Alemania, con El caso Makropulos de Leos Janacek.
En 1991 monta en el Nationaltheater Mannheim Warten auf Godot de Samuel Beckett. El éxito de esta función motiva que lo convoquen de Schauspielhaus Stuttgart, donde presenta Die siamesischen zwillinge (Los Siameses) de Griselda Gambaro. Ese mismo año presenta en Argentina, en el Teatro Nacional Cervantes, un espectáculo con argumento propio que se adentra en la temática de la inmigración. Se titula La gran ilusión y es invitado a participar al año siguiente en los teatros de Köln, Alemania y en el Festival Kampnagel de Hamburgo.
En 1992 regresa a Europa y efectúa la régie de Carmen de Bizet en el Landestheater Linz, Austria.
En 1994 monta en el Flemish National Theatre de Bruselas, Bélgica, Freule Julie (La señorita Julia) de August Strindberg.
En 1995 dirige en el Teatro Colón de Buenos Aires La ciudad ausente, compuesta por Gerardo Gandini con libreto de Ricardo Piglia. El Teatro decide programarlo de nuevo el espectáculo para la temporada 1997 ante el éxito de la puesta original. La crítica reacciona muy favorablemente: Armando Rapallo en Clarín dice “David Amitin realiza una labor estupenda”, Osvaldo Quiroga en El Cronista comenta “En la espléndida puesta de David Amitin la imaginación se instala en el escenario del Colón” y José Pablo Feinmann, en Página 12, concluye: “La régie de David Amitin es formidable”. Ese mismo año dirige en el Teatro San Martín Volpone de Ben Johnson, en una adaptación escrita en colaboración con Mauricio Kartun.
En 1997 hace lo propio con El pato salvaje de Henryk Ibsen.
En 1998 estrena en el Teatro Colón El amor por tres naranjas, ópera de Serguéi Prokófiev,
En 1999 logra uno de sus mayores éxitos con la adaptación teatral que efectúa del relato de Herman Melville Bartleby. Es nominado para los premios María Guerrero y Trinidad Guevara y obtiene el premio a mejor director de la temporada otorgado por la Asociación de Cronistas del Espectáculo. La crítica Hilda Cabrera en Página 12 habla de “Una notable versión de Bartleby, el escribiente”.  Ese mismo año dirige Las paredes de Griselda Gambaro, en el Teatro Nacional Cervantes.
En 2000 monta en el Teatro Colón Il Trovatore de Giuseppe Verdi.
En 2001 efectúa dos montajes: Le pauvre matelot de Darius Milhaud en el Teatro Colón y Rapsodia provinciana, versión libre inspirada en El Inspector de Gogol. En ese mismo año, dada la crisis económica y social de Argentina agravada por lo que se conoció como el corralito, decide instalarse en Madrid, España, donde reside hasta el presente. Allí fundó la Escuela de teatro de David Amitin en la que imparte cursos para actores y directores. Y, paralelamente, continúa con su labor como director y regisseur, tanto en Argentina como en Europa.
En 2003 presenta en Madrid una nueva versión de Leonce y Lena de Georg Büchner, una lectura menos romántica y más cercana al teatro del absurdo que la realizada en 1981.
En 2005 dirige para el Centro Dramático de Aragón, Zaragoza, Misiles Melódicos, con libreto de José Sanchís Sinisterra y música de Gabriel Sopeña que posteriormente es ofrecida también en el Teatro Español de Madrid. En 2007 estrena en Madrid, en la Sala Lagrada, Buenas noches, Hamlet versión libre del Hamlet de William Shakespeare, escrita en colaboración con José Ramón Fernández. El espectáculo es posteriormente presentado en el Festival Internacional de Almagro, España.
En 2010 regresa a Buenos Aires con una nueva puesta en escena:  Tango ruso, adaptación propia de la novela de Fedor Dostoievski El eterno marido, ofrecida en el Centro Cultural de la Cooperación.
En 2012 presenta en Madrid Geografía de un soñador de caballos de Sam Shepard.
En 2013, nuevamente en Buenos Aires, estrena en Andamio 90 El experimento de Próspero versión libre de La Disputa, de Pierre Marivaux, escrita en colaboración con José Padilla.
En 2016 estrena una nueva ópera en Buenos Aires; esta vez se trata de  La celda, compuesta por Mesías Maiguashca, presentada en el Centro Cultural Kirchner.
En 2017 dirige en Madrid El hombre inexistente, versión propia de diversos relatos de Antón Chejov, en la Sala El umbral de Primavera.